# Apera interrupta
Espèce
Apera interrupta, l'agrostide interrompue, est une espèce de plantes monocotylédones de la famille des Poaceae, sous-famille des Pooideae, originaire d'Eurasie.
Ce sont des plantes herbacées annuelles, cespiteuse ou à tiges solitaires, aux tiges (chaumes) dressées pouvant atteindre 70 cm de haut, et aux inflorescences en panicule. Le fruit est un caryopse à albumen liquide.
Cette espèce est parfois considérée comme une mauvaise herbe des cultures, notamment aux États-Unis.

## Distribution et habitat
L'aire de répartition originelle d'Apera interrupta s'étend dans l'Ancien Monde :
- en Afrique du Nord : Égypte, Tunisie ;
- en Asie tempérée, du Proche-Orient (Israël, Liban, Syrie) et de l'Asie mineure (Turquie) à l'Asie centrale (Kazakhstan, Kirghizistan, Tadjikistan, Turkménistan, Ouzbékistan), jusqu'à l'Afghanistan, ainsi que dans la région du  Caucase (Arménie, Azerbaïdjan, Daghestan) ;
- dans la plus grande partie de l'Europe, de la France et du Portugal à l'Ukraine, la Russie et la Bulgarie, et de l'Espagne à la Scandinavie[3].

L'espèce s'est naturalisée en Amérique du Nord (Canada, États-Unis) et en Amérique du Sud (Chili), ainsi qu'en Australie.

## Taxinomie

### Synonymes
- Agrestis interrupta (L.) Bubani
- Agrostis anemagrostis subsp. interrupta (L.) Syme
- Agrostis interrupta L.
- Agrostis spica-venti var. interrupta (L.) Hook.f.
- Anemagrostis interrupta (L.) Trin.
- Apera spica-venti var. interrupta (L.) Beal
- Cynosurus splendens Ten. ex Roem. & Schult.
- Milium interruptum (L.) Lag.
- Muhlenbergia interrupta (L.) Steud.

### Liste des variétés
Selon Tropicos (6 novembre 2017) :
- variété Apera interrupta var. humilis Sennen